# 네트워크 컴퓨터
네트워크 컴퓨터 (network computer, NC)는 오라클의 등록 상표이다. 오라클에 2010년에 인수된 썬 마이크로시스템즈에 의해 사용되었다. (c. 1996 - c. 2000)
우리가 지금 사용하는 PC(personal computer)대신에 NC를 사용하게 되는데 NC 아주 간단한 구조(최소한의 연산이 가능한 CPU와 작은용량의 메모리)를 가지고 출력장치와 입력장치만을 가진다. 나머지 복잡한 고속연산과 데이터의 저장은 모두 서버에서 처리하는 것이다. 말하자면 엄청나게 빠르고 큰 수천대의 슈퍼컴퓨터를 개인들이 모두 공유해서 사용하는 것이다. 이로써 많은 장점들이 생긴다. 개인이 사용하지 않고 연산을 하지 않는 놀고 있는 수억대의 컴퓨터가 낭비되지 않게 된다. 또 거의 대부분의 대용량 데이터들은 중복되기 때문에 권한설정 등을 통해서 공유하게 된다. 다운로드와 업로드의 개념도 없다. 단지 보유자의 정보가 달라질뿐, 서버와 NC사이에는 처리결과와 입력 데이터만 오간다. 결국 지금처럼 개인들이 컴퓨터를 업그레이드 하지 않아도 된다. 그러면서도 우리가 지금 사용하는 PC보다 훨씬더 빠른 속도로 많은 연산을 할 수 있으며 방대한 데이터를 보유할 수 있게 된다.
또, 이동성의 엄청나게 증가한다. 꼭 집이 아니더라도 엄청나게 저렴한 NC들이 거리 어디를 가더라도 만날 수 있으며 우리는 간단한 로그인 절차만 거치면 마치 집에서 컴퓨터를 하는 것과 똑같은 환경의 컴퓨팅을 할 수 있게 된다.
JavaOS를 사용하는 NC인 자바 스테이션을 출시했으나 아무도 관심을 주지않았고 그대로 사라졌다.

## 같이 보기
- 하이브리드 클라이언트
- 웹TV
- 크롬 OS